# Олімпія (Мілан)
«Олімпія» (Мілан) (італ. Olimpia Milano) — італійський баскетбольний клуб з Мілана, створений 1930 року. На внутрішній арені клуб виступає в Серії А, на міжнародному — в Євролізі.

## Історія

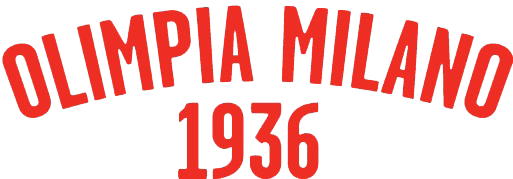
Старий логотип команди

Рік заснування команди традиційно зазначається, як 1936, коли клуб вперше здобув титул чемпіона Італії. Насправді він був заснований 6 роками раніше (у 1930 році) як «Дополаворо Борлетті» тренером Фрателлі Борлетті.
У 1947 році міланський бізнесмен Адольфо Богончеллі об'єднав два клуби «Борлетті» та «Комо», щоб сформувати нову команду.
У 1955 році титульний спонсор Борлетті зникає з форми клубу.
Команда регулярно вигравала чемпіонат Італії в 1950-х і 1960-х роках, зокрема серед гравців тієї епохи був Білл Бредлі. У 1966 році «Олімпія» виграла свій перший Кубок європейських чемпіонів.
У 1970-1980-х роках команда придбала кількох відомих гравців, зокрема Діно Менегіна, Боба Макаду, Джо Баррі Керролла та інших, тренував команду американський спеціаліст Ден Петерсон.
Наприкінці 1980-х «Олімпія» двічі поспіль перемогла у Кубку європейських чемпіонів у сезонах 1986–87 та 1987–88 років.
На чолі з розігруючим Сашою Джорджевичем, команда виграла ще один Кубок Корача в 1993 році.
У 1996 році команда виграла Кубок Італії та 25-й національний чемпіонат Італії.
У 2008 році права на команду придбав Джорджо Армані.
У січні 2011 року, команду очолив Ден Петерсон, який повернувся до клубу після 23-х річної перерви на прохання Джорджо Армані. 9 червня його замінив Серджо Скаріоло, який вперше за останні 16 років вивів команду до чвертьфіналу Євроліги, де міланці поступились майбутнім тріумфаторам «Маккабі» (Тель-Авів).
29 червня 2017 року Сімоне П'янджіані став новим головним тренером, 15 червня 2018 року «Олімпія» виграла свій 28-й титул чемпіона Італії.
11 червня 2019 року, новим тренером клубу став Етторе Мессіна.
4 травня 2021 року клуб вийшов у Фінал чотирьох Євроліги через 29 років, востаннє він грав на такому рівні у 1992 році.

## Досягнення

### Національні змагання
- Серія A

Чемпіон (31): 1935–36, 1936–37, 1937–38, 1938–39, 1949–50, 1950–51, 1951–52, 1952–53, 1953–54, 1956–57, 1957–58, 1958–59, 1959–60, 1961–62, 1962–63, 1964–65, 1965–66, 1966–67, 1971–72, 1981–82, 1984–85, 1985–86, 1986–87, 1988–89, 1995–96, 2013–14, 2015–16, 2017–18, 2021–22, 2022–23, 2023–24
Срібний призер (18): 1934, 1940–41, 1955–56, 1963–64, 1968–69, 1969–70, 1970–71, 1972–73, 1973–74, 1978–79, 1982–83, 1983–84, 1987–88, 1990–91, 2004–05, 2008–09, 2009–10, 2011–12, 2020–21
- Кубок Італії

Переможець (8): 1971–72, 1985–86, 1986–87, 1995–96, 2015–16, 2016–17, 2020–21, 2021–22
Фіналіст (3): 1969–70, 2014–15, 2023–24
- Суперкубок

Переможець (5): 2016, 2017, 2018, 2020, 2024
Фіналіст (4): 1996, 2014, 2015, 2021

### Європейські змагання
Євроліга
Переможець (3): 1965–66, 1986–87, 1987–88
Фіналіст (2): 1966–67, 1982–83
Кубок Сапорти
Переможець (3): 1970–71, 1971–72, 1975–76
Фіналіст (2): 1983–84, 1997–98
Кубок Корача
Переможець (2): 1984–85, 1992–93
Фіналіст (2): 1994–95, 1995–96